# Гейби
«Гейби» (англ. Gayby) — американский независимый фильм 2012 года режиссёра и сценариста Джонатана Лисеки. В основу сюжета картины положены события одноимённой короткометражки, снятой этим же режиссёром в 2010 году. В полнометражном фильме задействованы те же актёры.

## Сюжет
Джен и Мэтт — лучшие друзья ещё со времён учёбы в колледже, в данный момент им уже под тридцать лет. Джен преподаёт йогу. Мэтт работает продавцом в магазине комиксов. Парень до сих пор не может оправиться после разрыва со своим бойфрендом, Дженн также одинока. Сейчас Джен и Мэтт решили выполнить обещание, которое дали друг другу в молодости: завести ребёнка. Проблема в том, что Мэтт является геем, а Дженн хотела бы зачать ребёнка традиционным образом.
Название фильма получается из игры слов «гей» и «бейби», «гейби», — так можно назвать ребёнка, рождённого у однополых пар (в английском языке слово «гей» применимо и к мужчинам, и к женщинам).

## Актёрский состав
- Дженн Харрис — Дженн
- Мэтт Уилкас — Мэтт
- Мэтт Дойл — Скотт
- Джонатан Лисеки — Нельсон
- Анна Маргарет Холлиман — Келли
- Джек Фервер — Джейми
- Луи Канселми — Луи
- Алисия Делмор — Линда
- Дьюли Хилл — Адам
- Чарли Барнетт — Дэниел
- Джоэнн Такер — Валери
- Сарита Чоудхури — доктор Ушма
- Адам Драйвер — Нил
- Зак Шаффер — Том
- Алекс Карповски — Питер

## Критика
С момента выхода фильм получил в основном положительные отзывы. На сайте Rotten Tomatoes картина имеет 100-процентный рейтинг, 8 критиков со средним баллом 8,3 из десяти возможных проголосовали за то, чтобы картина была отнесена к категории «свежая».